# Museum Van Buuren

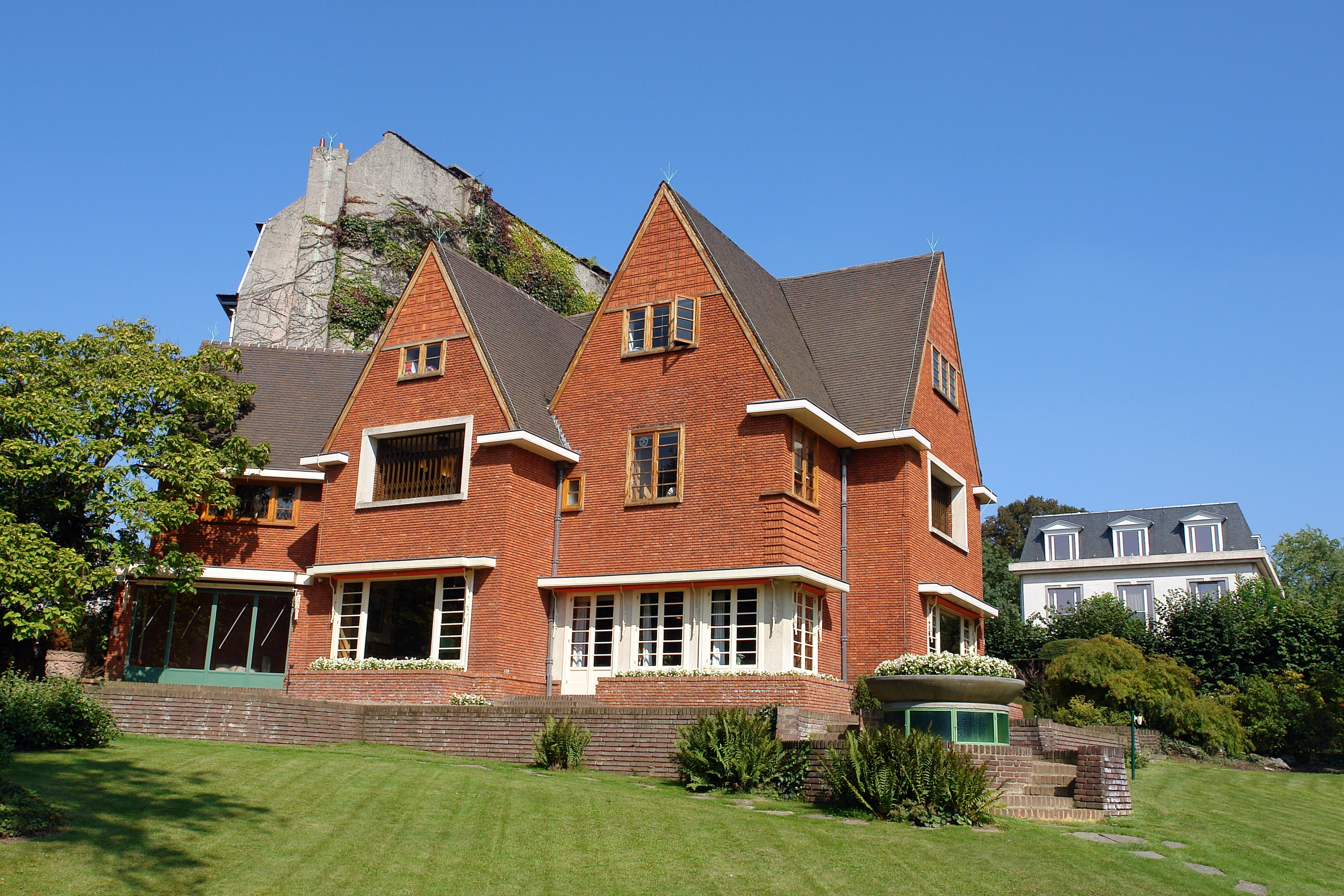
Blick aus dem Garten

Das Museum Van Buuren befindet sich im ehemaligen Wohnhaus des Bankiers und Kunstmäzens David van Buuren in Brüssel (Avenue Léo Errera 41 / Leo Erreralaan 41).

## Gebäude und Museum

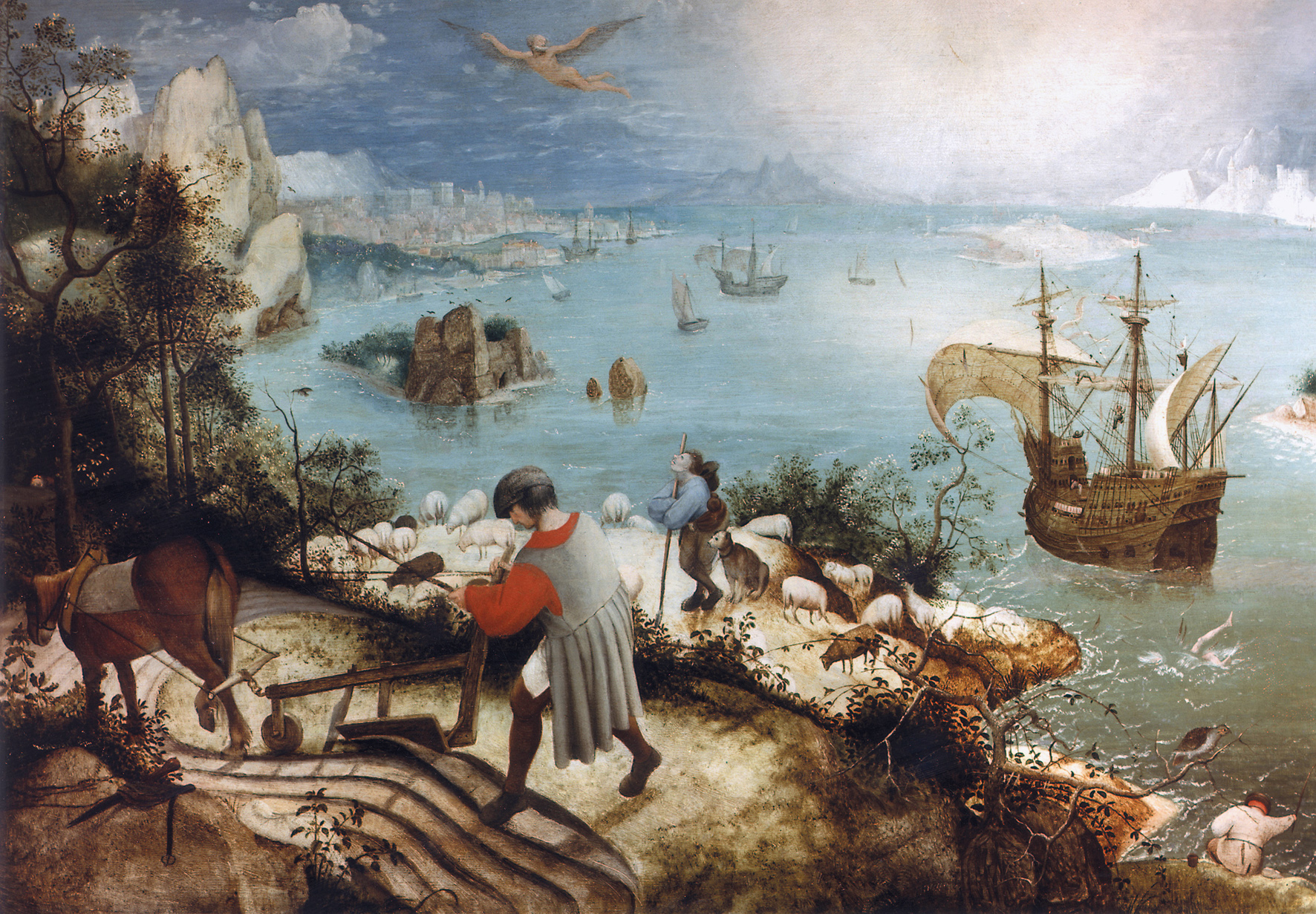
Ikarussturz

Das Haus wurde 1924 bis 1928 im Stil der Amsterdamer Schule als Wohnsitz des Bankiers und Kunstmäzens David van Buuren und seiner Frau erbaut. Seit 1975 beherbergt es das Museum. Die Inneneinrichtung in Art déco besteht aus Wandteppichen, Möbeln und Glaskunst. Die Kunstsammlung umfasst Gemälde und Skulpturen vom 15. bis ins 20. Jahrhundert. Das bekannteste Gemälde aus der Sammlung flämischer und italienischer Meister ist der Ikarussturz (Chute d’Icare) von 1590 bis 1595. Es ist eine Variante der Landschaft mit dem Sturz des Ikarus in den Königlichen Museen der Schönen Künste. Zu den modernen Gemälden zählen 32 Bilder Gustave Van de Woestynes, dessen Förderer Van Buuren war.

## Gärten

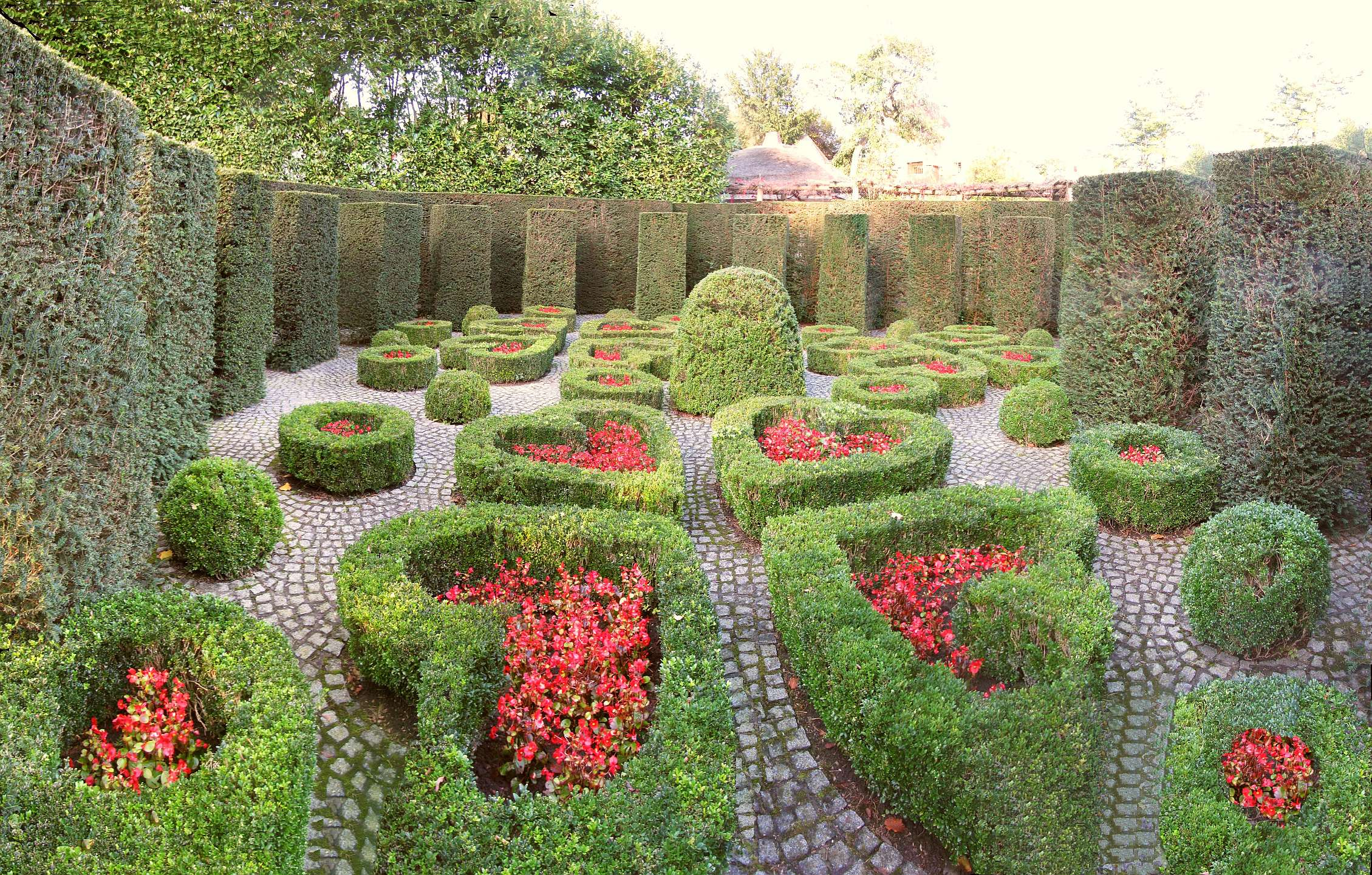
Jardin du Coeur

Zum Haus gehören die ebenfalls öffentlich zugänglichen Gärten, darunter der Jardin Pittoresque und der große Rosengarten La Grande Roseraie, das Labyrinth und der Jardin du Coeur mit seinen herzförmigen Hecken.